# Lomandra longifolia
Espèce
Lomandra longifolia est une espèce de plantes de la famille des Asparagacées originaire d'Australie.